# (32087) Vemulapalli
2000 KB25 (asteroide 32087) é um asteroide da cintura principal. Possui uma excentricidade de 0.08890650 e uma inclinação de 0.88339º.
Este asteroide foi descoberto no dia 28 de maio de 2000 por LINEAR em Socorro.